# توماسو برینولی
توماسو برینولی (انگلیسی: Tommaso Brignoli؛ زادهٔ ۲۳ دسامبر ۱۹۹۹) بازیکن فوتبال است.
از باشگاه‌هایی که در آن بازی کرده‌است می‌توان به باشگاه فوتبال اینتر میلان اشاره کرد.